# Arthur Benjamin
Arthur Leslie Benjamin (Sydney, 18 settembre 1893 – Londra, 10 aprile 1960) è stato un compositore, pianista e direttore d'orchestra australiano, conosciuto maggiormente per la sua Storm Clouds Cantata, contenuta nel film di Alfred Hitchcock L'uomo che sapeva troppo.

## Biografia

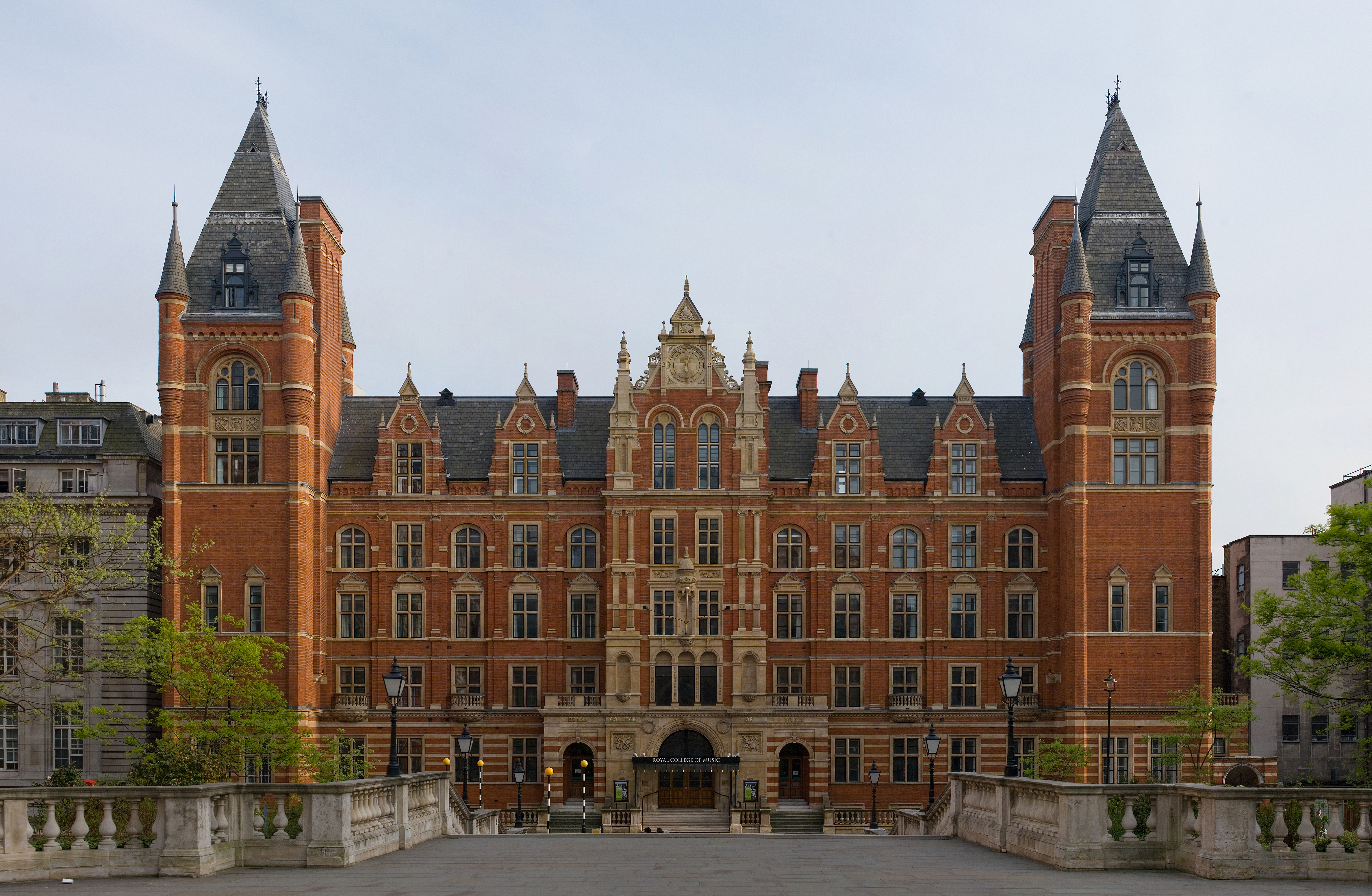
Il Royal College of Music di Londra, dove Benjamin studiò dal 1911

La sua prima apparizione in pubblico come pianista risale al 1899, quando Benjamin aveva solo 6 anni. Solo tre anni dopo cominciò lo studio vero e proprio della musica e nel 1911 ebbe la possibilità di entrare nel prestigioso Royal College of Music di Londra, dove studiò con maestri quali Charles Villiers Stanford, Thomas F Dunhill e Frederick Cliffe. 
Dopo aver combattuto nell'aviazione reale durante la prima guerra mondiale tornò in Australia, dove insegnò pianoforte presso il New South Wales State Conservatorium of Music, per ritornare poi, con la medesima cattedra presso il Royal College of Music di Londra. Fra i suoi migliori alunni dell'epoca possiamo ritrovare artisti quali Muir Mathieson, Peggy Glanville-Hicks, Miriam Hyde, Joan Trimble, Stanley Bate, Bernard Stevens, Lamar Crowson, Alun Hoddinott, Lorne Munroe e Benjamin Britten, il cui "Holiday Diary" (suite per piano solo) è per l'appunto dedicata a Benjamin, poiché cerca di imitare la parte "manierista" del compositore australiano. 
Sull'onda del suo crescente successo nel 1926 eseguì la prima nazionale della Rapsodia in blu di George Gershwin.
Nel 1941, dopo essersi trasferito a Vancouver in Canada fu designato direttore della CBC Orchestra, posto che mantenne fino al 1946 e che gli fu donò fama in tutto il Nuovo Continente, diventando egli praticamente il punto di riferimento musicale per tutto il Canada e non solo. In questo stesso periodo ebbe modo di eseguire centinaia di concerti, oltre che di suonare per la radio e di insegnare in diversi prestigiosi istituti canadesi e statunitensi.
Continuando nella sua opera compositiva e nel suo insegnamento, ritornò in Inghilterra, per riprendere il suo posto al Royal College of Music (1946). A questi anni risalgono alcuni dei suoi lavori più importanti, quali l'Harmonica Concerto (1953), il balletto ‘Orlando's Silver Wedding' (1951), ‘Tombeau de Ravel’ per clarinetto e piano, il secondo quartetto d'archi (1959) e il quintetto di fiati (1960). Ebbe una profonda ammirazione per Maurice Ravel, la cui influenza è molto chiara in ‘Tombeau de Ravel’ e nella più precedente ‘Suite’ del 1926 per piano solo.
Morì nel 1960 per le complicazioni di una malattia (forse epatite) contratta mentre era in vacanza con la moglie nello Sri Lanka.

## Musica
All'interno del corpus compositivo di Benjamin compaiono ben 5 opere, che incontrarono particolare successo fra il pubblico (e fra i critici) dell'epoca; basti citare il fatto che Mañana (1955), commissionata dalla BBC, fu una delle prime opere a venire trasmesse dalla televisione(1956).
Arthur Benjamin fu anche compositore di colonne sonore, fra le quali è necessario citare il brano scritto per il film L'uomo che sapeva troppo di Alfred Hitchcock (Storm Clouds Cantata), e le musiche per i film Un marito ideale (Alexander Korda, 1947), Sopra di noi il mare (Ralph Thomas, 1956) e Fuoco nella stiva (Robert Parrish 1957).

## Composizioni significative
- 'Concerto per armonica a bocca e orchestra' (Harmonica Concerto, 1953)
- 'Tre pezzi per pianoforte e violino' (1919-24)
- 'Three Impressions' per voce e quartetto d'archi (1919)
- '5 pezzi per violoncello' (1923)
- 'Fantasia pastorale' per quartetto d'archi (1924)
- 'Rhapsody on Negro Themes' (MS 1919)
- ‘Concertino’ per pianoforte e orchestra (1926/7)
- ‘Light Music Suite’ (1928)
- Storm Clouds Cantata (1934)
- ‘Overture to an Italian Comedy’ (1937)
- ‘Concerto per Oboe su temi di Cimarosa'(1942)
- ‘Ballade’ (1944)
- ‘Suite per flauto e archi’ (1945)
- ‘Red River Jig’ (1945)
- 2 trascrizioni da Mendelssohn: ‘Præludium’ e ‘Prelude & Fugue' (1941)
- 5 opere
- 1 sinfonia

## Filmografia (parziale)
- La primula rossa (The Scarlet Pimpernel) di Harold Young - musiche originali (1934)
- Un marito ideale (An Ideal Husband), regia di Alexander Korda (1947)
- Fuoco nella stiva, (Fire Down Below), regia di Robert Parrish (1957)